# Cinema (revista)
Cinema és una revista de cinema alemanya. L'editor en cap des d'abril de 2018 és Philipp Schulze. Té un tiratge de 24.396 còpies, el que suposa una disminució del 88,3% des del 1998.
La revista va ser fundada l'any 1975 per Dirk Manthey a Hamburg. Des de 1979 atorga el premi de cinema Jupiter. Va ser publicada per primera vegada per Kino Verlag, que es va convertir en Verlagsgruppe Milchstraße el 1989 El desembre de 2004, el 80 per cent del grup editorial Milchstraße va ser assumit per Hubert Burda Media. Hubert Burda es va fer càrrec del 20 per cent restant de mitjans l'agost de 2006. L'octubre de 2010, el grup editorial Milchstraße i Focus Magazin Verlag es van fusionar per formar el Burda News Group.
Des d'abril de 1997 fins a octubre de 2000, es va emetre a ProSieben el programa Cinema TV. Va ser moderat inicialment per Susann Atwell, a partir de maig de 1999 per Nadine Krüger i des d'agost de 2000 per Andrea Kempter. De novembre de 2000 a desembre de 2003 el programa es va emetre sota el títol CinemaxX TV. La moderadora va ser inicialment Andrea Kempter i novament a partir de gener de 2002 Susann Atwell. Del setembre del 2005 al gener del 2007, es va emetre un altre programa a Tele 5 amb títol Cinema TV, aquest cop moderat per Miriam Pielhau.
El 20 d'abril de 2018 es va llançar una revista conjunta per Cinema i TV Spielfilm que s'ha publicat cada sis mesos des d'aleshores.